# 帕维尔·洛巴诺夫
帕维尔·帕夫洛维奇·洛巴诺夫，（俄语：Па́вел Па́влович Лоба́нов，1902年1月2日（格里历：1月15日）—1984年8月13日）苏联党和国家领导人。曾任苏联粮食和畜牧人民委员，苏联最高苏维埃联盟院主席等职。

## 生平
- 1902年1月2日（格里历：1月15日）出生于沙俄莫斯科省德米特罗夫区斯塔罗村的一个农民家庭。
- 1925年毕业于莫斯科农业学院农学系。
- 1925年-1926年，莫斯科省沃洛科拉姆斯克区沙霍夫斯卡娅村农艺师。
- 1927年-1929年，科斯特罗马区土地局农艺师。1927年加入联共（布）。
- 1929年-1930年，科斯特罗马州土地局农艺师。
- 1930年-1931年，伊万诺沃州Zavety Ilyich国营农场技术总监。
- 1931年-1935年，全苏国家农业科学研究所研究生。
- 1936年-1937年，莫斯科土地管理工程师学院系主任。
- 1937年，沃罗涅日农业研究所所长。
- 1937年11月-1938年5月，俄罗斯苏维埃联邦社会主义共和国农业副人民委员。
- 1938年5月-12月，俄罗斯苏维埃联邦社会主义共和国农业人民委员。
- 1938年12月-1946年3月，苏联粮食和畜牧人民委员。
- 1946年3月-1947年3月，苏联农业部副部长。
- 1947年3月-1953年3月，苏联农业部技术委员会主席、苏联农业部第一副部长。1948年获列宁农学院院士。
- 1953年，苏联部长会议主席助理。
- 1953年3月-8月，苏联农业和采购部技术委员会主席、苏联农业与采购第一副部长。
- 1953年8月-1955年2月，俄罗斯苏维埃联邦社会主义共和国农业和采购部部长，俄罗斯苏维埃联邦社会主义共和国部长会议第一副主席。
- 1955年2月-1956年9月，苏联部长会议副主席。
- 1956年4月-1961年8月，列宁农学院院长。
- 1956年7月-1962年4月，苏联最高苏维埃联盟院主席。
- 1961年8月-1965年2月，苏联部长会议国家计划委员会副主席。
- 1965年2月-1978年8月，列宁农学院院长。1967年获经济学博士学位。
- 1978年8月起退休。
- 1984年8月13日于莫斯科逝世，享年82岁。葬于莫斯科州德米特罗夫。

洛巴诺夫是20-21，23-25大代表，第18届中央审计委员会委员，第20-21届中央候补委员。第4-5,7-9届苏联最高苏维埃联盟院代表，第1-4届俄罗斯苏维埃联邦社会主义共和国最高苏维埃代表。

## 荣誉
- 社会主义劳动英雄称号（1971）
- 两次列宁勋章（1945,1971）
- 十月革命勋章（1971）
- 劳动红旗勋章（1952）
- 各民族人民友谊勋章（1978）[2]